# Eskovia
Eskovia este un gen de păianjeni din familia Linyphiidae.
Cladograma conform Catalogue of Life:
| Eskovia | \| \| Eskovia exarmata \| \| \| \| \| \| Eskovia mongolica \| \| \| \| |
|         | \| \| Eskovia exarmata \| \| \| \| \| \| Eskovia mongolica \| \| \| \| |
|         | Eskovia exarmata                                                       |
|         |                                                                        |
|         | Eskovia mongolica                                                      |
|         |                                                                        |